# Chiaromonte
Chiaromonte ist eine italienische Gemeinde in der Provinz Potenza in der Region Basilikata. Die Gemeinde ist bekannt als diejenige Ortschaft, die unter dem Pseudonym Montegrano die Grundlage für das Buch The Moral Basis of a Backward Society von Edward Christie Banfield bildete.

## Lage und Daten
Chiaromonte liegt 160 km südöstlich von Potenza. Hier wohnen 1722 Einwohner (Stand am 31. Dezember 2023).
Die Nachbargemeinden sind: Castronuovo di Sant’Andrea, Castrovillari (CS), Episcopia, Fardella, Francavilla in Sinni, Morano Calabro (CS), Noepoli, Roccanova, San Costantino Albanese, San Severino Lucano, Senise, Teana, Terranova di Pollino und Viggianello.